# 王文 (1953年)
王文（1953年3月—），男，河北易县人，中华人民共和国政治人物。

## 生平
王文毕业于南开大学数学系，后加入中国国民党革命委员会。担任西宁市人大常委会副主任、民革青海省委员会主任委员。